# Eszter Váczi
Eszter Váczi (* 3. Juli 1976 in Budapest) ist eine ungarische Sängerin.

## Leben
Eszter Váczi besuchte die Zoltán-Kodály-Musikfachschule, wo sie festes Mitglied des Schulchores war und sieben Jahre lang klassischen Klavierunterricht erhielt. Danach absolvierte sie eine Ausbildung an der Franz-Liszt-Musikakademie in Budapest, die sie 2001 mit dem Diplom im Bereich Jazzgesang abschloss. Während ihres Studiums sang sie für zwei Jahre bei der Gruppe Jazz+Az. Nach ihrer Ausbildung gründete sie 2002 ihre eigene Gruppe Váczi Eszter és a Quartet. Sie erhielt zweimal den Fonogram-Preis (Fonogram-díj) als Auszeichnung für das nationale Jazzalbum des Jahres.

## Musikgruppen (Auswahl)
Eszter Váczi ist bzw. war Mitglied der folgenden Formationen:
- Jazz+Az
- Hárshegy Band
- Váczi Eszter és a Quartet (mit Iván Gátos (Piano), Zoltán Schneider (Gitarre), Bálint Gátos (Bass) und Zsolt Mike bzw. Lajos Gyenge (Schlagzeug))
- Váczi Eszter és a Szörp

## Diskographische Hinweise
- 1998: Jazz+Az: Kalózok
- 1999: Jazz+Az: Egynek jó
- 2001: Magyar Ugar Volume 1.0, Sampler
- 2005: Váczi Eszter: Kicsi vagyok én ...
- 2008: Váczi Eszter & Quartet: Vissza hozzád (HU: Gold)[1]
- 2011: Váczi Eszter & Quartet: Eszter kertje
- 2014: Váczi Eszter & Quartet: Belső tenger
- 2016: Váczi Eszter & Quartet: Mégsem múlik el
- 2017: Váczi Eszter & Quartet: Egy perc